# Pieter De Vigne

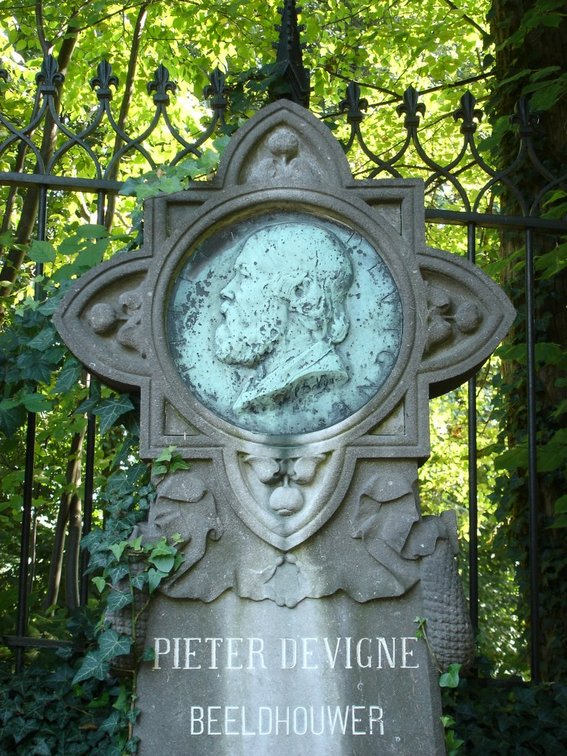
Graf van Pieter De Vigne op de Campo Santo

Pieter De Vigne (Gent, 29 juli 1812 - 1877) was een Belgische beeldhouwer.
De Vigne was zoon van de decoratieschilder Ignace De Vigne (1767-1849). Hij groeide op in Gent, waar ook zijn broer Félix De Vigne (1806-1862) woonde. De Vigne trouwde met Malvina Quyo en noemde zich sindsdien ook De Vigne-Quyo. Hun zoon Paul De Vigne werd net als zijn vader beeldhouwer, dochters Emma, Louise en Malvina werden schilders.

## Werk
De Vignes meest vermaarde werk is het standbeeld van Jacob van Artevelde op de Vrijdagmarkt te Gent. Het beeld werd in 1863 door koning Leopold I (1790-1865) onthuld. Hij ontving van de monarch een kruis van de Leopoldsorde. De plaatsing van het standbeeld was reden voor een week lang feest in Gent, de Arteveldefeesten. De Vigne had echter al flink wat geoefend. In 1845 werd door o.a. Norbert Cornelissen een buste van De Vignes hand van Van Artevelde onthuld op de Botermarkt te Gent.

## Galerij

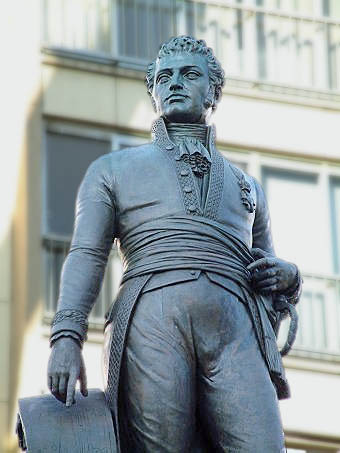
Standbeeld van Lieven Bauwens in Gent
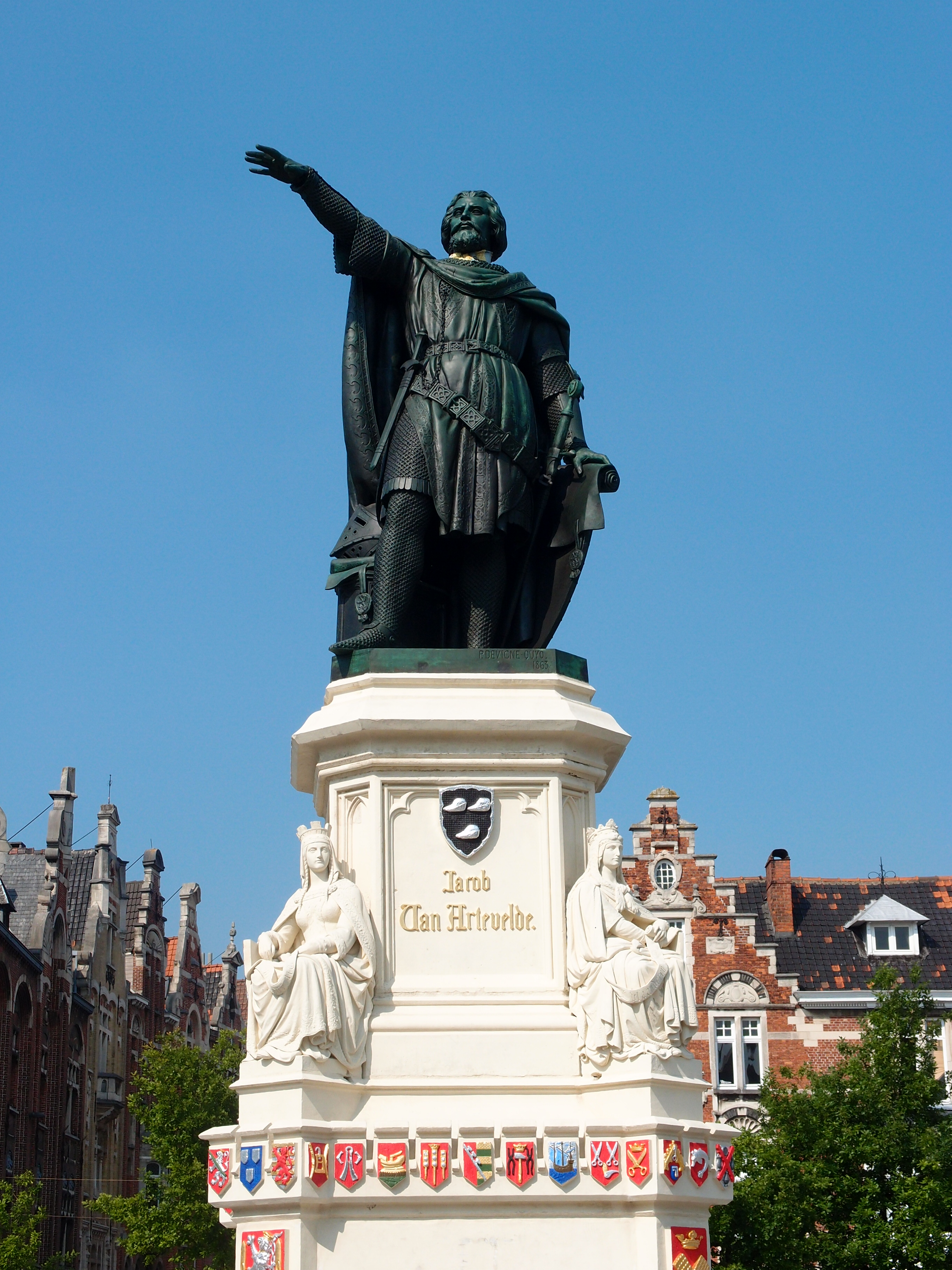
Standbeeld van Jacob van Artevelde in Gent
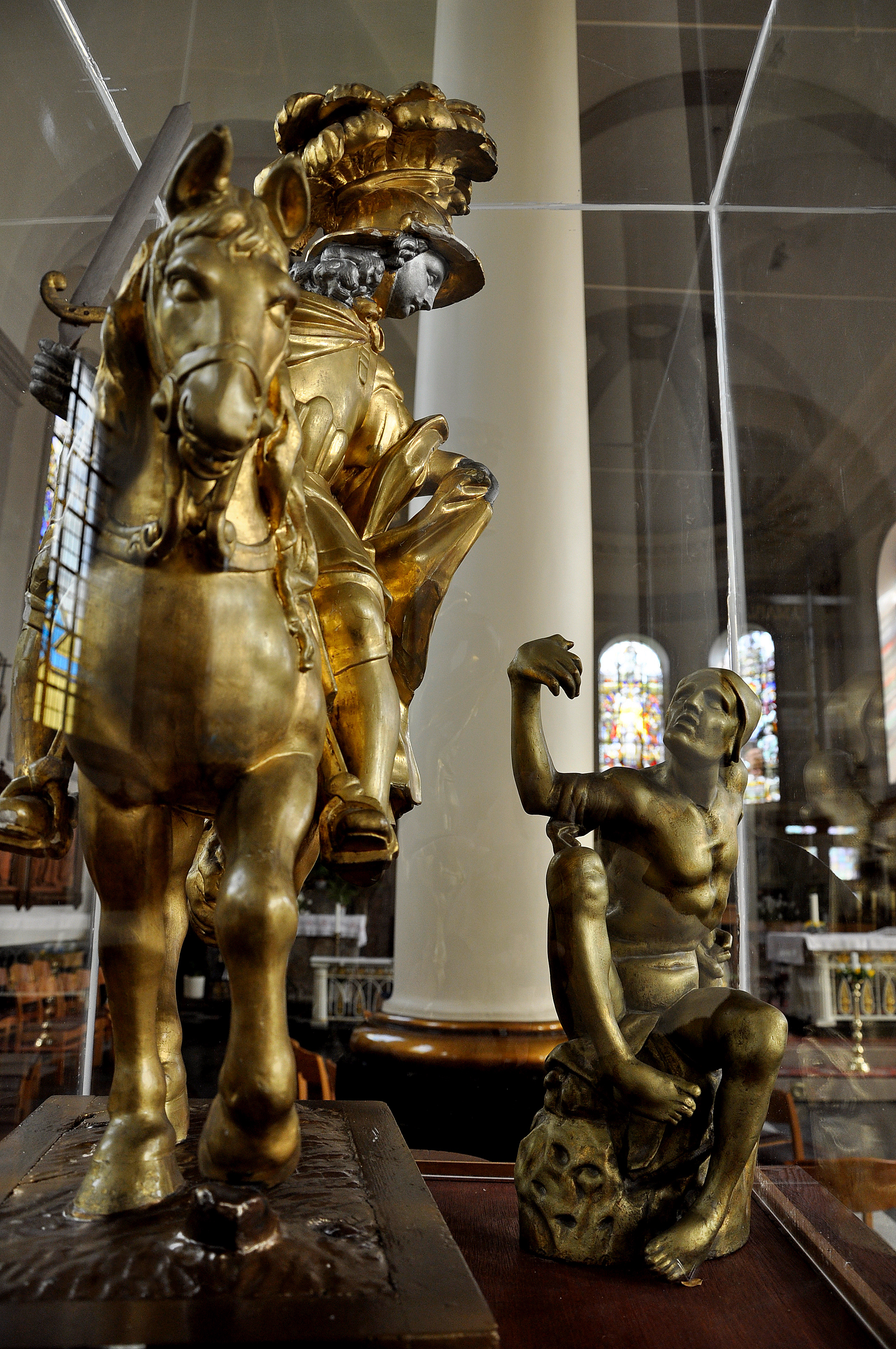
Sint-Martinus van Tours en bedelaar (1865) in de Sint-Martinuskerk (Melle)